# Andreas Zaron

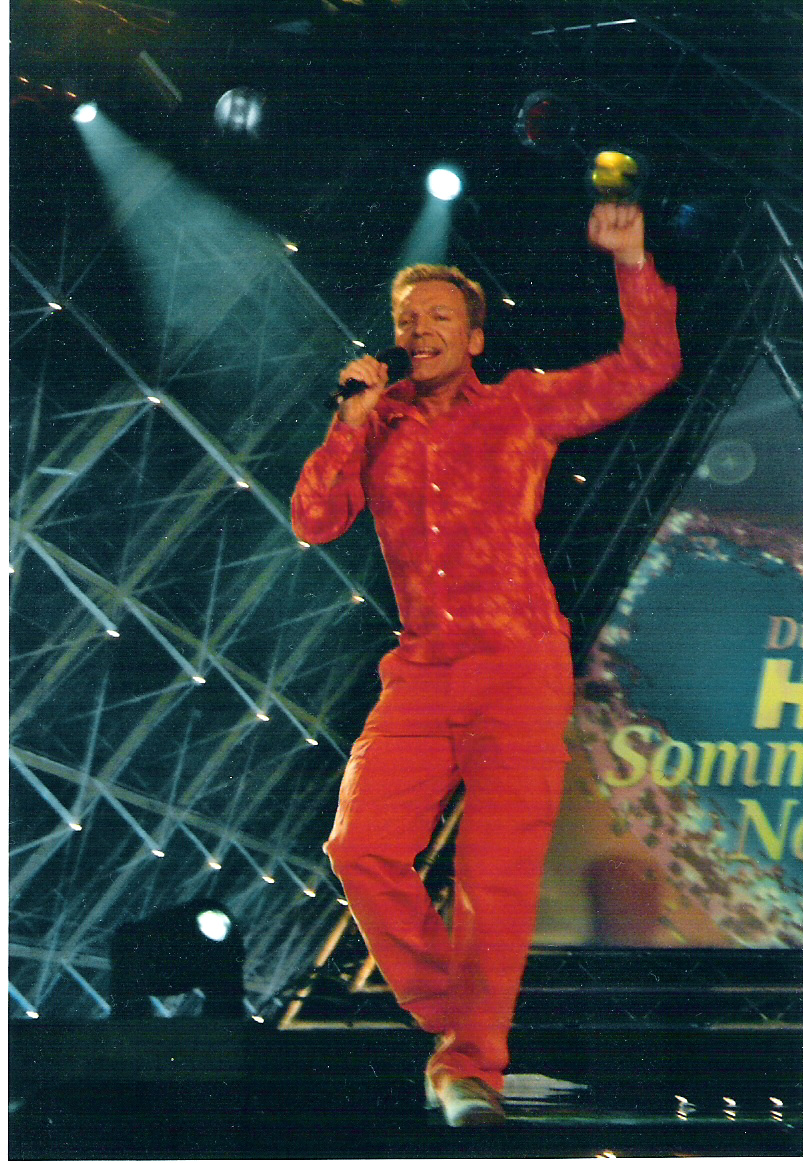
Andreas Zaron (2008)

Andreas Zaron (* 19. Dezember 1965 in Neckarsulm) ist ein deutscher Musicaldarsteller, Sänger und Texter. 1997 schrieb er zusammen mit Verena Rendtorff den Schlager Das ganz große Glück im Zug nach Osnabrück, mit dem sie als Duo Cliff & Rexonah den Wahren Grand Prix in München und die ZDF-Hitparade gewannen. Neben seinen eigenen Veröffentlichungen hat Andreas Zaron unter anderem Musik und Texte für Mary Roos, DJ Ötzi, Peggy March, Olaf Berger, Ingrid Peters, Janis Nikos und Xandra Hag geschrieben.

## Leben
Er wuchs in Möckmühl auf. Während seiner Musicalausbildung von Ralph Siegel entdeckt, platzierte er sich mit der Gruppe Clowns 1986 beim Deutschen Vorentscheid zum Grand Prix auf Rang 6. Danach begann er seine Theaterlaufbahn in Kaiserslautern und spielte u. a. an den Bühnen in Mainz, Essen, Kassel, München, Zürich, Berlin und Hamburg, wo er von 2004 bis 2009 im Schmidts Tivoli zum Ensemble des Musicals Heiße Ecke gehörte. Parallel zu seiner Arbeit am Theater textet und komponiert er u. a. zusammen mit Willy Klüter und Martin Langer regelmäßig Songs im Bereich Schlager-Pop, mit denen er TV-Auftritte in Sendungen wie ZDF-Fernsehgarten, Immer wieder sonntags, Wunschbox,  Aktuelle Schaubude, Schlagerfest der Schaubude (NDR) hat. Seit seiner Teilnahme 1997 gehört er dem Förderseminar für Textschaffende in der Unterhaltungsmusik, der Celler Schule an, für die er auch  als Juror tätig war. In den Jahren 2010 und 2011 war er in 16 Folgen der TV-Produktion Verrückt nach Meer als Sänger und Entertainer zu sehen. DJ Ötzi hat den Titel Wie ein Komet von Zarons erstem Album Glücksbringer gecovert.

## Diskographie

### Alben
- Von A bis Z das Beste – Album (2012)
- Wolkenwegschieber – Album (2009)
- Ich bin’s: Dein Prinz! – Album (2005)
- Glücksbringer – Album (2002)

### Singles
- Wer wär ich ohne dich (2023)
- Shubidu & Shanana (2023)
- Alles genau so nochmal (2022)
- Einfach machen (2022)
- Herzschmerz-Nummer (2021)
- Liebe XXL (2021)
- Wie ein Komet (Version 2013) (2013)
- Küss mich bis es grün wird (2012)
- Tick Tack (2011)
- Ein Navi für mein Leben (2010)
- When the rain begins to fall (mit Peggy March) (2010) (als Download erhältlich)
- Ich schenk dir diesen Tag (2009)
- Sesam öffne dich (2009)
- Sommerhit (2008)
- Bitte Lächeln (2008)
- Mit dir kann ich fliegen (2007)
- Total Ideal (2007)
- Baby mal ganz ehrlich (2007)
- Liebe auf den ersten Blick (2006)
- Ich häng total an dir (2006)
- Mach dein Herz auf (2005)
- Meine rosarote Brille (2005)
- Ich bin’s: Dein Prinz! (2005)
- Rette mich wer kann (2004)
- Sonne über Deutschland (2004)
- So´n kleiner Schimmer (2003)
- Mama mach’ das Radio lauter (2003)
- Lebenslänglich (2003)
- Wie ein Komet (2002)
- Eine einsame Insel (2002)
- Links hinterm Mond (2002)
- Ich glaub’ im Himmel fehlt ein Engel (2001)
- Heute Nacht (2001)
- Weihnachten wünsch ich mir gar nichts (2000)
- Niemand liebt mich (so wie Du) (2000)
- 1999 Schafe (1999)

### Sonstige Singles
- When The Rain Begins To Fall – Duett mit Peggy March (2010)
- Ich trinke Ouzo (Aus dem Musical „Der Schuh des Manitu“) – Als DJ Akropolis (2009)
- Das ganz große Glück im Zug nach Osnabrück – Als Cliff und Rexonah (1997+2008)

## Rollen als Musicaldarsteller / Schauspieler
- Hairspray – Heribert Spritzer/Mr. Pinky (Nürnberg, Staatsoper, 2021–2022)
- Märchen im Grand-Hotel – Matard/Barry (Hannover, Staatsoper, 2019–2021)
- Kiss Me, Kate – 1. Gangster (Eutin, Neue Festspiele, 2019)
- Addams Family – Mal Beineke (Zürich, Wien, München, Berlin 2016–2018)
- Ein Käfig voller Narren – Georges (Seeburgtheater, Kreuzlingen (CH) 2016)
- La Cage Aux Folles – Edouard Dindon (Zeltpalast Merzig 2015)
- Hosen runter – Boas Kallmeyer (Theaterschiff, Bremen und Lübeck 2014–2016)
- Innenkabine mit Balkon – Kapitän u.a. (Fliegende Bauten, Hamburg 2014–2015)
- Eine Weihnachtsgeschichte – Mr. Fezziwig / Onkel Gustav (Rathaus-Theater Essen/Tournee, Essen 2013)
- Hairspray – Wilbur (Deutsches Theater München/Zeltpalast Merzig, 2012)
- Heiße Ecke – Pitter / Kurt / Knud u. a. (Schmidt’s Tivoli, Hamburg 2004–2009)
- Abydos – Llit (Pfalztheater Kaiserslautern 2006/2007)
- Cabaret Conferencier (Altes Schauspielhaus, Stuttgart 2003–2004)
- Falco meets Amadeus – Josef (Theater des Westens Berlin 2001–2002)
- Tommy – Cousin Kevin (Stadttheater Lübeck 1999–2000)
- Hair – Berger (Staatstheater  Kassel 1997–1999)
- Hamburger Jedermann – Schuldner / Ökonom (Theater der Speicherstadt, Hamburg 1997–2006)
- Sugar (Manche mögens heiß) – Joe / Josefine (Bernhard-Theater, Zürich 1996)
- Singing in the Rain – Cosmo Brown (Theater Hildesheim 1995)
- Cabaret – Conferencier / Cliff (Schmidt’s Tivoli Hamburg 1993–1994)
- Maria Stuart – Mortimer (Theater Hagen 1993)
- Kiss Me, Kate – Hortensio (Ruhrfestspiele Recklinghausen, Theater Essen  1992)
- Amadeus - Mozart (Theater Hagen 1991)
- Rocky Horror Show – Riff Raff (Pfalztheater Kaiserslautern 1990–1991)
- Kiebich und Dutz (Theater Hagen 1990)
- West Side Story – Action / Riff (Aalto-Theater Essen, Theater Dortmund 1989–1990)
- Dantons Tod – Camille Desmoulins (Pfalztheater Kaiserslautern 1987/1988)
- Hello, Dolly! – Barnaby (Staatstheater Saarbrücken 1986)